# Sapin subalpin
Abies lasiocarpa
Espèce
Classification phylogénétique
Répartition géographique
Statut de conservation UICN

 LC  : Préoccupation mineure
Le sapin subalpin ou sapin des Rocheuses (Abies lasiocarpa) est une espèce de  sapin de la famille des Pinaceae. 

## Distribution
Il s'étend sur l'ouest de l'Amérique du Nord. On le trouve présent dans les montagnes du Yukon, en Colombie-Britannique, à l'ouest de l'Alberta au Canada; au sud-est de l'Alaska, dans l'État de Washington, de l'Oregon, de l'Idaho, dans l'ouest du Montana, dans le Wyoming, en Utah, au Colorado, au Nouveau-Mexique, en Arizona, dans le nord-est du Nevada, et dans les montagnes du nord-ouest de la Californie aux États-Unis. On le trouve à des altitudes comprises entre 300 et 900 m au nord et entre 2 400 et 3 650 m au sud de sa zone d'expansion. On le retrouve fréquemment au niveau de la limite des arbres.

## Description

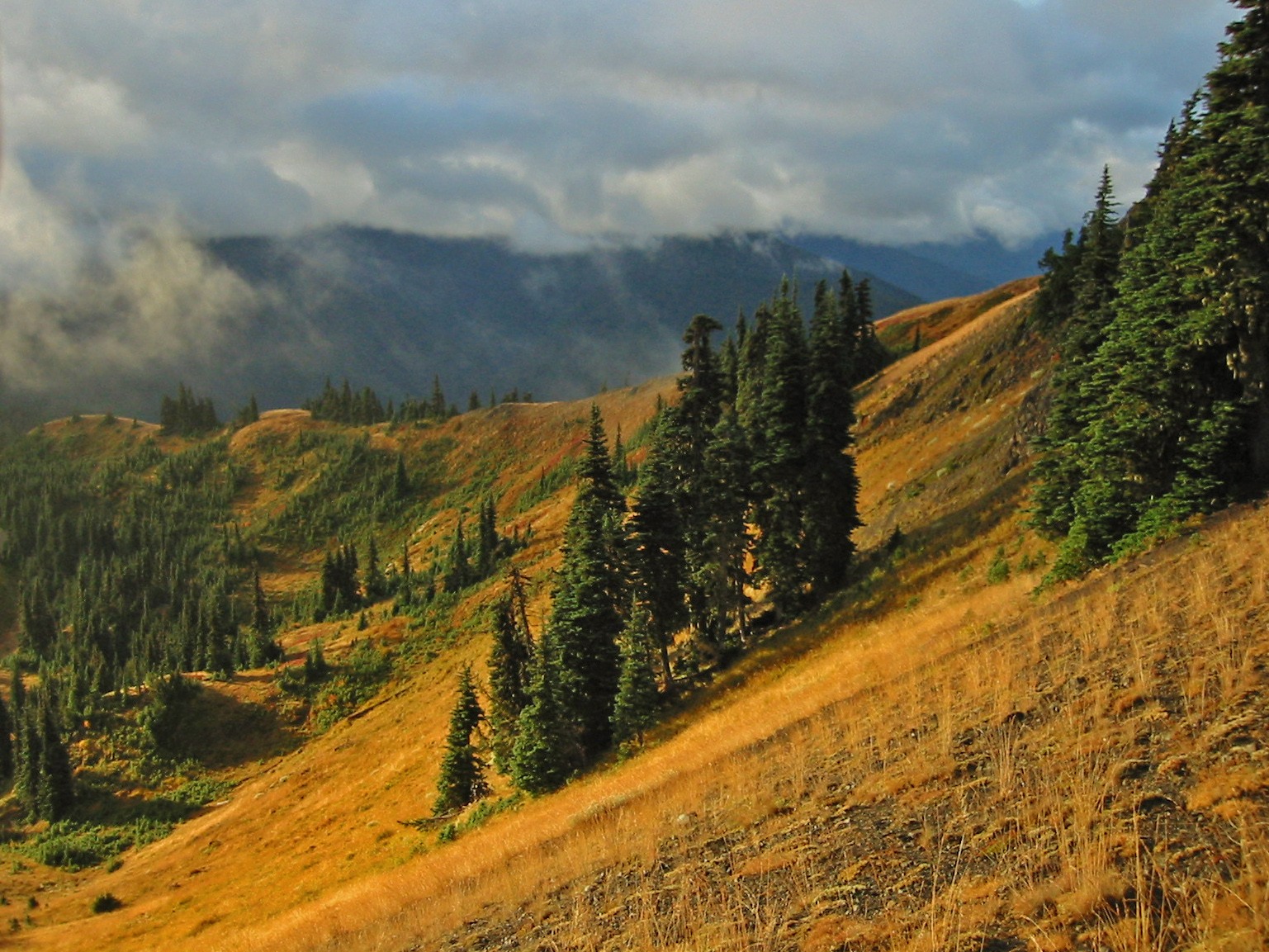
Sapin subalpin dans le parc national d'Olympic.

L'arbre est de taille moyenne (20 mètres) mais peut atteindre parfois les 40 à 50 mètres avec un tronc de 1 mètre de diamètre. L'écorce des jeunes sapins est lisse et grisâtre et devient rugueuse et fissurée sur les vieux arbres. Le feuillage est constitué d'épines de 1,5 à 3 cm de long de couleur verte mais avec deux lignes de stomates bleues/blanches au-dessous.
Les cônes sont orientés vers le haut, ont une taille de 6 à 12 cm, de couleur brune-noirâtre avec une pubescence jaune-brune. Le cône se décompose au début de l'automne pour libérer ses semences.

## Variétés
Il existe trois taxons de sapins subalpins :
- Abies lasiocarpa var. lasiocarpa - Le sapin subalpin côtier dans les régions proches de l'océan Pacifique.
- Abies lasiocarpa var. arizonica (Merriam) Lemmon  - Le sapin subalpin Corkbark en Arizona et au Nouveau-Mexique.

Le sapin subalpin des Rocheuses dans les Rocheuses est généralement reconnu comme une espèce à part sous le nom Abies bifolia.

## Pathogène
Dans le nord des Montagnes Rocheuses, le Sapin subalpin est particulièrement sujet à la maladie du balai de sorcière due à Melampsorella caryophyllacearum où 70 à 95% des arbres sont atteints et où certains portent plusieurs douzaines de balais. 

## Utilisation
Le bois de l'arbre est utilisé en construction et en papeterie. On l'utilise aussi pour en faire des sapins de Noël.